# Emily Harrop
Emily Harrop (Bourg-Saint-Maurice, 27 de septiembre de 1997) es una deportista francesa que compite en esquí de montaña. Ganó tres medallas en el Campeonato Mundial de Esquí de Montaña de 2025, oro en el relevo mixto, plata en velocidad y bronce individual.

## Palmarés internacional
| Campeonato Mundial | Campeonato Mundial | Campeonato Mundial | Campeonato Mundial |
| Año                | Lugar              | Medalla            | Prueba             |
| ------------------ | ------------------ | ------------------ | ------------------ |
| 2025               | Morgins (Suiza)    | Medalla de oro     | Relevo mixto       |
| 2025               | Morgins (Suiza)    | Medalla de plata   | Velocidad          |
| 2025               | Morgins (Suiza)    | Medalla de bronce  | Individual         |